# Lee Jong-hwa
Lee Jong-hwa (en hangul, 이종화; en hanja, 李 鍾和; nacido el 20 de julio de 1963 en Tongyeong, Gyeongsang del Sur) es un exfutbolista y actual entrenador surcoreano. Jugaba de defensa y su último club fue el Ilhwa Chunma de Corea del Sur. Actualmente dirige a la Escuela Secundaria de Taeseong.

## Selección nacional
Fue parte del plantel que jugó la Copa Mundial de Fútbol de 1994, aunque no jugó.

#### Participaciones en fases finales
| Torneo                         | Sede           | Resultado    | Partidos | Goles |
| ------------------------------ | -------------- | ------------ | -------- | ----- |
| Copa Mundial de Fútbol de 1994 | Estados Unidos | Primera fase | 0        | 0     |

## Estadísticas
Referencia.
| Hyundai Horang-i Corea del Sur           |               |               |     |    |    |   |   |    |   |   |
| 1.ª                                      | 1986          | 3             | 0   | 3  | 1  | - | - | 6  | 1 |   |
| 1.ª                                      | 1987          | 0             | 0   | -  | -  | - | - | 0  | 0 |   |
| 1.ª                                      | 1988          | 0             | 0   | -  | -  | - | - | 0  | 0 |   |
| 1.ª                                      | 1989          | 35            | 4   | -  | -  | - | - | 35 | 4 |   |
| 1.ª                                      | 1990          | 16            | 2   | -  | -  | - | - | 16 | 2 |   |
| 1.ª                                      | 1991          | 1             | 0   | -  | -  | - | - | 1  | 0 |   |
| Total club                               | Total club    | 55            | 0   | 3  | 1  | 0 | 0 | 58 | 1 |   |
| Ilhwa Chunma Corea del Sur               |               |               |     |    |    |   |   |    |   |   |
| 1.ª                                      | 1991          | 15            | 1   | 0  | 0  | - | - | 15 | 1 |   |
| 1.ª                                      | 1992          | 26            | 0   | 5  | 0  | - | - | 31 | 0 |   |
| 1.ª                                      | 1993          | 27            | 0   | 5  | 0  | - | - | 32 | 0 |   |
| 1.ª                                      | 1994          | 21            | 0   | 0  | 0  | ? | ? | ?  | ? |   |
| 1.ª                                      | 1995          | 18            | 0   | 7  | 1  | ? | ? | ?  | ? |   |
| 1.ª                                      | 1996          | 9             | 0   | 0  | 0  | ? | ? | ?  | ? |   |
| Total club                               | Total club    | 171           | 7   | 17 | 0  | ? | ? | ?  | ? |   |
| Total carrera                            | Total carrera | Total carrera | 171 | 1  | 20 | 1 | ? | ?  | ? | ? |
| (1) Incluye datos de la Copa de la Liga. |               |               |     |    |    |   |   |    |   |   |

## Palmarés

### Títulos nacionales
| Título                           | Club             | País          | Año  |
| -------------------------------- | ---------------- | ------------- | ---- |
| Campeonato profesional de fútbol | Hyundai Horang-i | Corea del Sur | 1986 |
| K-League                         | Ilhwa Chunma     | Corea del Sur | 1993 |
| K-League                         | Ilhwa Chunma     | Corea del Sur | 1994 |
| K-League                         | Ilhwa Chunma     | Corea del Sur | 1995 |
| Copa de la Liga de Corea         | Ilhwa Chunma     | Corea del Sur | 1992 |

### Títulos internacionales
| Título                      | Club         | País | Año  |
| --------------------------- | ------------ | ---- | ---- |
| Liga de Campeones de la AFC | Ilhwa Chunma | Asia | 1995 |
| Supercopa de la AFC         | Ilhwa Chunma | Asia | 1996 |

### Distinciones individuales
| Distinción       | Año  |
| ---------------- | ---- |
| K League Best XI | 1992 |
| K League Best XI | 1993 |